# Obóz Federacji Bałto-Słowian
Obóz Federacji Bałto-Słowian – antykomunistyczna grupa konspiracyjna utworzona w Warszawie przez środowisko przedwojennych demiurgistów w 1950 r. 

## Historia
Liczyła ok. 20 członków, w jej skład wchodzili m.in. Bronisław Miazgowski, Włodzimierz Stępniewski, Wiesław Miazgowski, Stanisława Monkol, Tadeusz Pstrzoch. Program OFBS zakładał „stworzenie Federacyjnej Rzeczypospolitej Polaków, Czecho-słowaków, Ukraińców, Białorusinów, Litwinów, Łotyszów i Estończyków pod nazwą Bałtosławia”. Ustrój Bałtosławii opierać miał się na demokracji parlamentarnej, państwowej własności kluczowych sektorów gospodarki i swobodzie wyznaniowej. OFBS został rozbity przez Urząd Bezpieczeństwa w 1952 r.

## Literatura
Tomasz Szczepański, Obóz Federacji Bałto-Słowian – ośrodek refleksji geopolitycznej w okresie stalinizmu, „Trygław” nr 12 (2010)
Wiesław Miazgowski, Relacja,  „Trygław” nr 12 (2010)